# Šoupátko

Šoupátko rozvodu páry

Šoupátko, také někdy nezdrobněle šoupě, je součást některých druhů uzávěrů, regulátorů a vnitřních rozvodů parních strojů. Slouží k uzavírání, nebo propojování kanálů, kterými proudí provozní látka.

## Jednoduché šoupátko

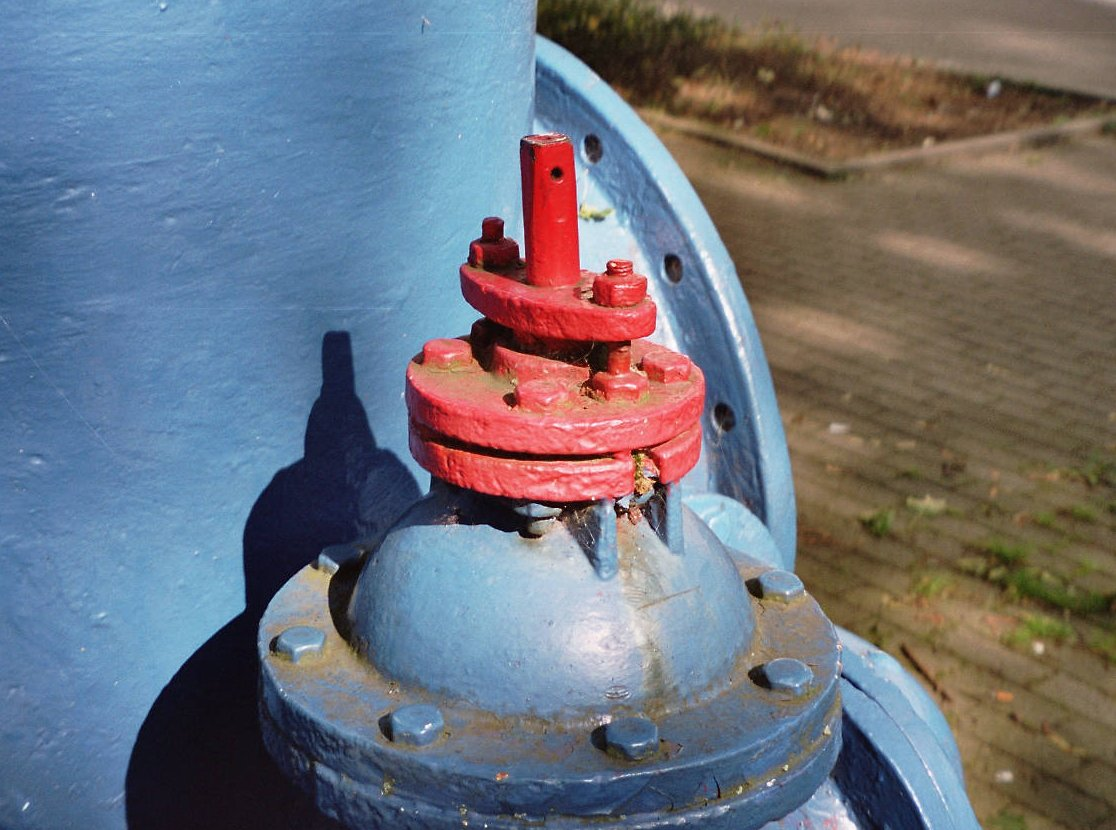
Jednoduché šoupátko

Nejjednodušší šoupátko je oválné nebo obdélníkové víko, které pouze překrývá desku s uzavíraným otvorem. Povrchy, kterými se šoupátko a deska dotýkají, musí být dokonale rovné. Většinou tlakem uzavíraného média, ale někdy také tlakem pružiny, vodítky, nebo jen vlastní vahou, je šoupátko přitlačováno k základní desce. Otevírání, zavírání či jemnější regulace se provádí posunem šoupátka po desce tak, aby se měnilo zakrytí otvoru. Na tomto principu fungují například některá stavidla na rybnících.

## Třecí síla
Je třeba připomenout, že pokud má uzavírané médium před šoupátkem velký tlak, může být kvůli tření potřeba k posunu šoupátka velké síly. Tato síla je přímo úměrná rozdílu tlaků, ploše šoupátka a koeficientu tření mezi šoupátkem a deskou.

## Šoupátka parních regulátorů
První šoupátka parních regulátorů odpovídala popisu jednoduchého šoupátka. S postupujícím vývojem parních strojů se vyvíjela i šoupátka. Prvním zlepšením byla úprava tvaru hrany otvoru i šoupátka výřezy ve tvaru proti sobě jdoucích písmen V. Velikost otvoru se tak zvětšovala nejprve pomalu a teprve později rychle. To umožnilo jemně regulovat malé průtoky páry.

### Odlehčovací šoupátko
Se zvětšováním tlaků páry a průtočných průřezů se zvyšovala i třecí síla mezi šoupátkem a deskou. Větší šoupátko proto později sloužilo jako základní deska pro menší odlehčovací šoupátko. To se nejprve otevřelo menší silou a pustilo do prostoru nad šoupátky páru. Díky tomu klesl rozdíl tlaků a velké šoupátko bylo možno ovládat také výrazně menší silou.
Další vývoj parních regulátorů se ubíral k dokonalejším pístovým a ventilovým zařízením, jako je například normalizovaný regulátor.

## Šoupátka rozvodů parních strojů

Animace vnitřního rozvodu s plochým šoupátkem

Animace činnosti šoupátka v hnacím mechanismu parní lokomotivy

Šoupátka zajišťují v parních strojích vnitřní rozvod páry (Vizte Lokomotivní rozvody). Ta musí v různé okamžiky zakrývat zároveň dva kanály, vedoucí na obě strany pístu a navíc umožňovat vpouštění i vypouštění páry.

### Plochá šoupátka
Jako první byla používána plochá šoupátka. Pro tyto účely mají relativně široká sedla na předním a zadním okraji. Sedla jsou schopna úplně zakrýt kanály do válce. Mezi sedly je vybrání pro odvod páry, čerstvá pára je přiváděna nad šoupátko. Uspořádání rozvodu s plochým šoupátkem má výhodu v tom, že ve válci nemůže nastat nebezpečný přetlak (například při špatně nastaveném vnějším rozvodu) - pokud by to hrozilo, šoupátko zafunguje jako bezpečnostní ventil, přetlakem se nadzdvihne a vyrovná tlak. Nevýhodou jsou energetické ztráty třením a relativně velké rozměry šoupátek pro velké průtoky páry.

### Pístová šoupátka
Plochá šoupátka začala být nahrazována počátkem dvacátého století v parních strojích šoupátky pístovými. Dosedající plochy šoupátek byly nahrazeny písty na společné tyči a původní sedlová deska s otvory se změnila ve stěnu válce s výřezy. Tlaky působící na tato šoupátka byly vyrovnané, a tak byly výrazně omezeny třecí síly. Protože ale pístové šoupátko není schopno plnit funkci bezpečnostního ventilu, musely být válce vybaveny zvlášť přidanými ventily venku na válci.

### Pístová šoupátka parních lokomotiv
Nejdále postoupil vývoj pístových šoupátek u parních lokomotiv. U nich bylo třeba zajistit nejen funkci šoupátek při jízdě výkonem, ale i vyrovnávání tlaků ve válcích při jízdě výběhem (bez přívodu páry). U plochých šoupátek docházelo k vyrovnávání tlaků samočinně jejich nadzdvižením. U pístových šoupátek bylo nutné doplňovat vyrovnávače tlaku různých konstrukcí. Tuto nevýhodu odstranilo až šoupátko Trofimov. Toto šoupátko pracuje s vnitřním vstupem páry, písty jsou u tohoto šoupátka uloženy na pístnici pohyblivě. Pokud je regulátor otevřen, tlak páry drží písty v jejich pracovní poloze, při jeho zavření písty šoupátka zůstanou v krajní poloze blíže středu válce a prostor před a za pístem parního stroje se tak propojí.

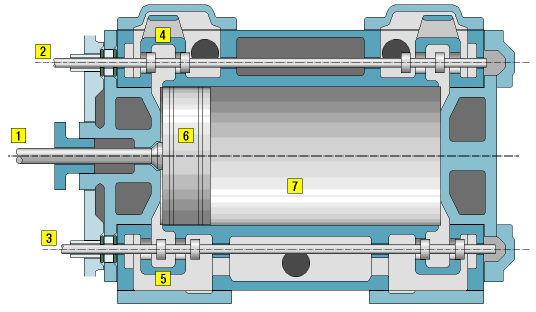
Porter-Allenova konstrukce

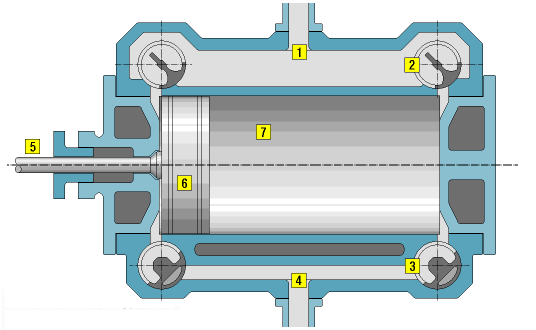
Corlissova konstrukce

### Šoupátka vysokorychlostních strojů
Konstrukce pístového šoupátka pro vysokorychlostní stroje vychází z následujících potřeb:
• snížení hmotnosti (setrvačných a dynamických sil pohyblivých částí)
• zajištění dostatečného plnění pracovního prostoru

#### Porter-Allenova konstrukce
Porter-Allenova konstrukce má rozděleny šoupátka a šoupátkové komory na plnicí [5] a odpouštěcí stranu [4], přičemž obě skupiny pracují pro společný válec [6]. Snížení hmotnosti je dosaženo zmenšením rozměrů šoupátek, zlepšení plnění je dosaženo dvojitou konstrukcí každého šoupěte. šoupátkové tyče [2] a [3] pracují protiběžně, funkce pístní tyče [1] je shodná jako u jiných parních strojů.

#### Corlissova konstrukce
Corlissova konstrukce používá pro rozvod páry rotační šoupátka (vykonávají pouze kyvný pohyb). Tlaková pára [1] vstupuje do komory pro plnicí šoupátka [2], odtud do pístu [6] a prostoru válce [7]. Expandovaná pára je vytlačována přes odpouštěcí šoupátka [3] do výstupní komory [4]. Funkce pístní tyče [5] je shodná jako u jiných parních strojů.